# Åbrodd
Åbrodd (Artemisia abrotanum L.) är en växtart i släktet malörter och familjen korgblommiga växter.

## Beskrivning
Åbrodd är en flerårig, ganska yvig halvbuske som blir 50–80 cm hög, i undantagsfall upp mot 170 cm. Växten tål torka väl. Stjälkarna är styva, och längs dem växer de mycket smala, dilliknande bladen, som är släta på översidan, men glest behårade på undersidan.

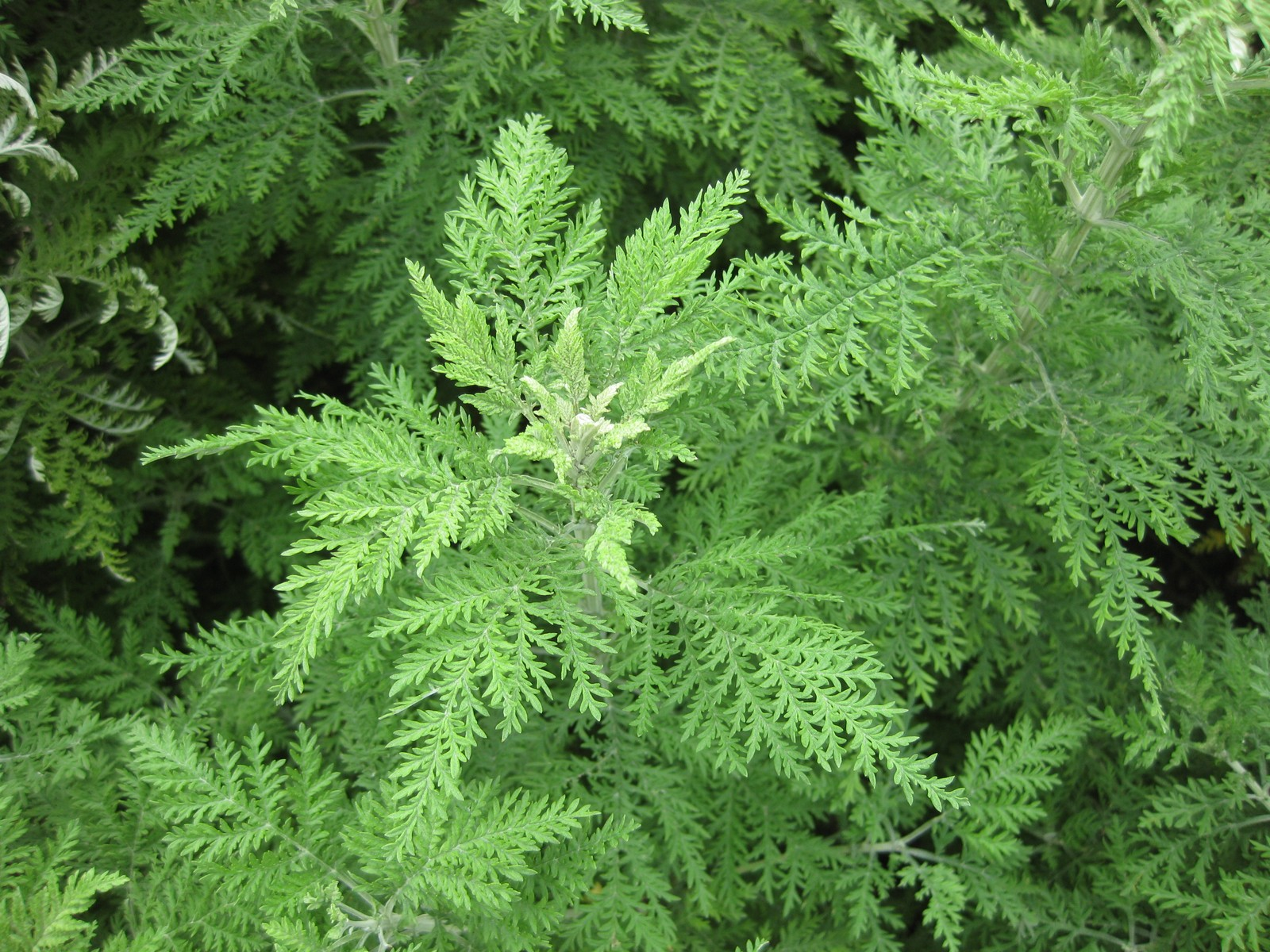
åbrodd
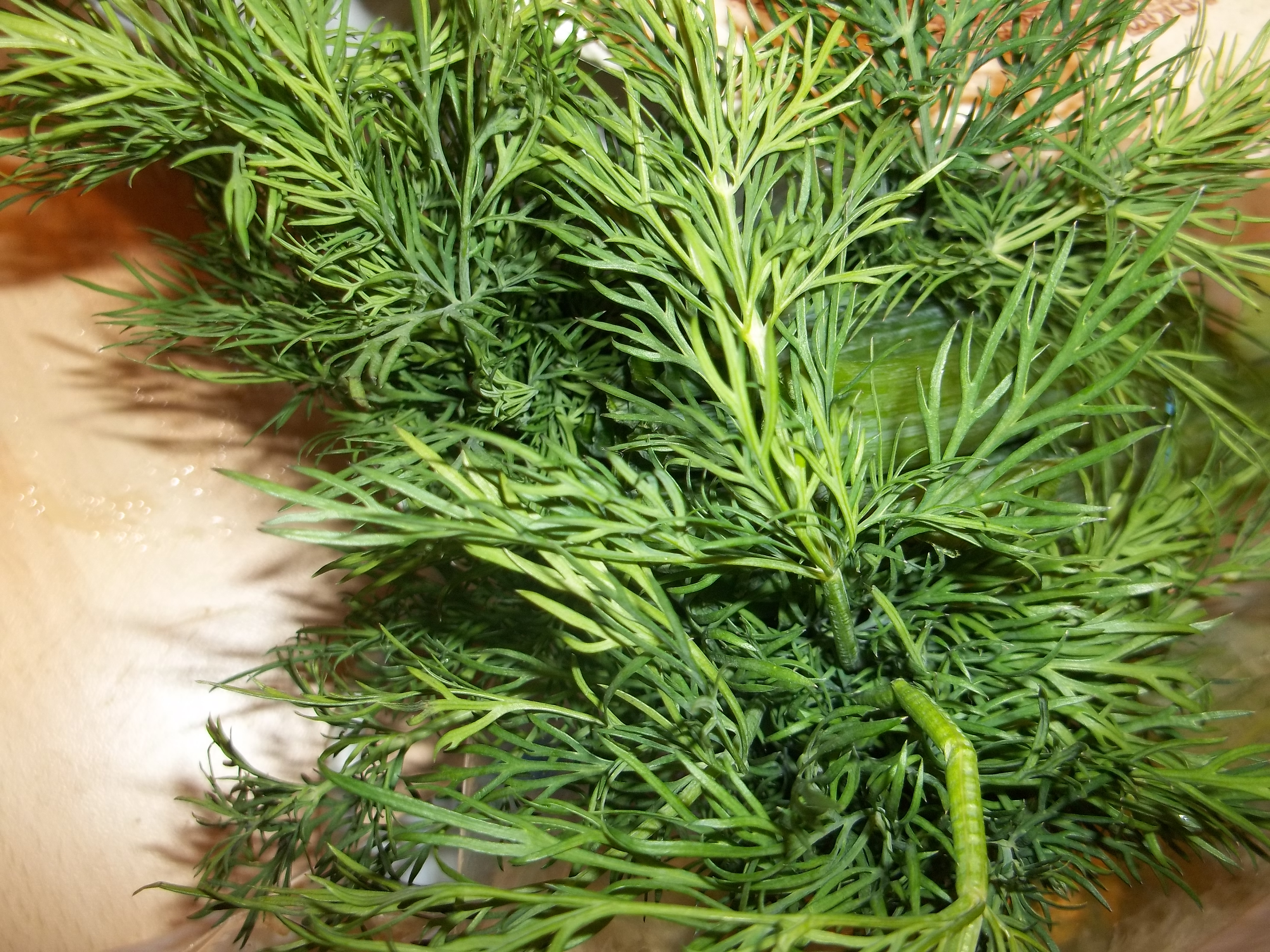
dill

När bladen berörs avger de en doft som påminner om citron (traditionellt namn på engelska är också lemon plant, citronväxt) eller cola. Ibland liknas lukten vid kamfer, vilket eventuellt är att hänföra till en underart. Åbrodd blommar på sensommaren och hösten. Blommorna är små och gula. Fröna är femkantiga, grunt fårade ellipsoider 0,5 × 1 mm.
Kromosomtalet är 2n = 18.

## Utbredning
Åbrodds naturliga utbredningsområde är södra och mellersta Europa; den är inhemsk i Spanien, Frankrike och Italien. Arten har odlats i klosterträdgårdar och är som medicinal- och kryddväxt introducerad i stora delar av övriga Europa, Asien och Nordamerika. I Sverige är den påträffad som tillfällig eller kvarstående, men reproducerar sig knappast.

## Habitat
Åbrodd är en gammal kulturväxt, som föredrar näringsrik, väl dränerad jord. 

## Användning
Smaken är bitter och liknar malört, och åbrodd används som smaksättning av brännvin. Blad och blommor kan användas för örtte. I Italien används åbrodd som smaksättare på mat. Grenarna kan användas för växtfärgning av ylle.
Enligt folktro förr kunde torkade blad av åbrodd användas som skydd mot onda makter, och kunde även tjäna som afrodisiakum. En mera verklighetsnära användning är att genom lukten avskräcka löss, mal och ormar. Åbrodd ingick ofta i kyrkbuketten, som i Sverige och andra länder användes för att lukten skulle hålla en vaken under kyrkobesöket på söndagarna. I Storbritannien bar advokater buketter av åbrodd som ansågs skydda mot smittsamma sjukdomar bland fångarna.

## Innehållsämnen
- Huvudinnehållet varierar och består antingen av 1,8-cineol (upp till 80 %) eller tujon (upp till 70 %)
- Eterisk olja 0,18–1,4 %
  - Oljan innehåller absintol, davanol, davanon, hydroxidavanon och thujon.
- Abrotin 2–3 %
- Andra ämnen är abrotin, absinthin, kumarin (isofraxidin, umbelliferon), scopoletol (scopoletin), flavonglykosid (rutin) och diverse dimetyletrar av quercetin.
- Abrotanin och bitterämnen 2–3 %
- Mindre mängder av fenchen, sabiner, α-karyofyllen, β-karyofyllen

## Bilder

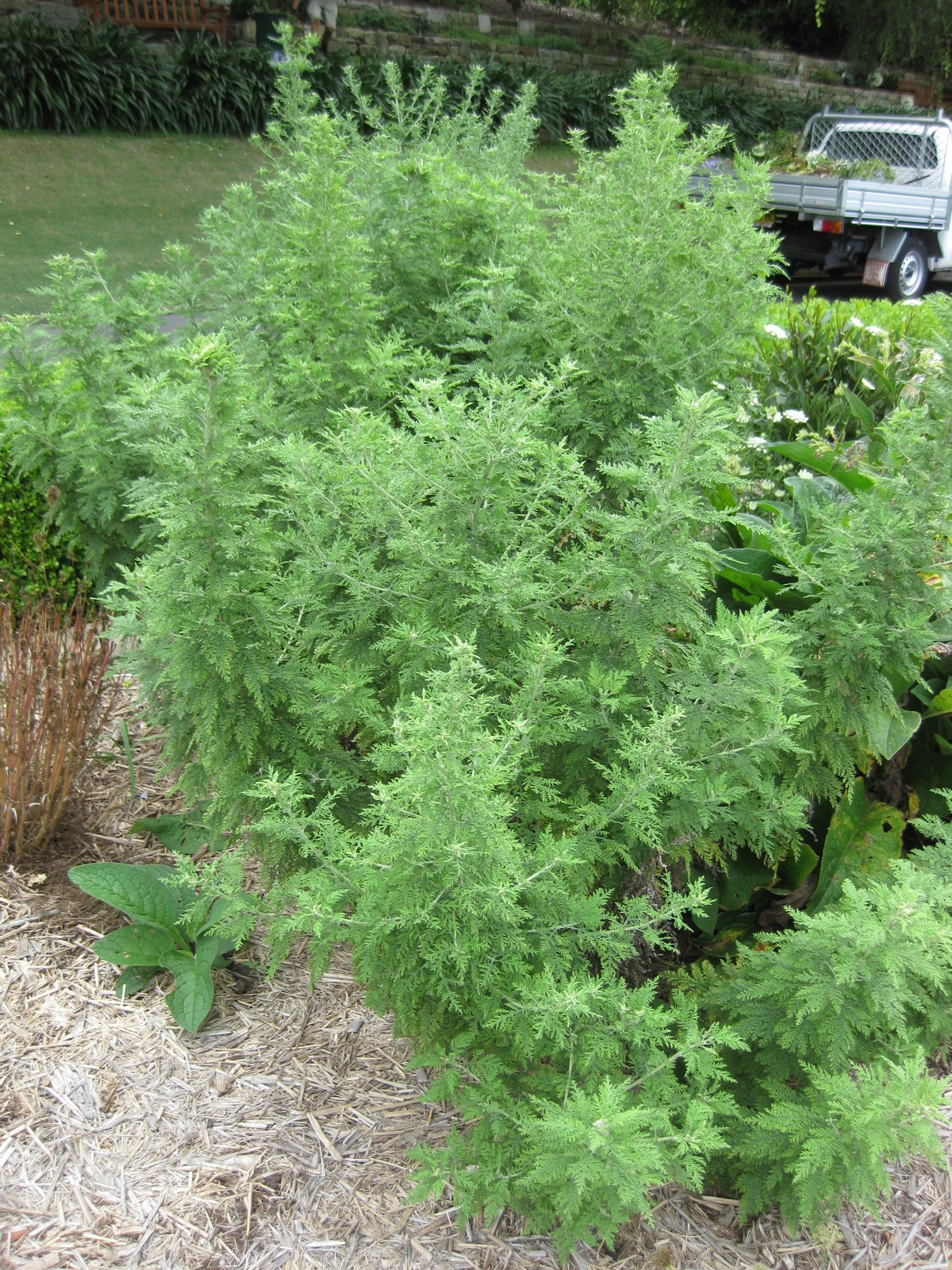
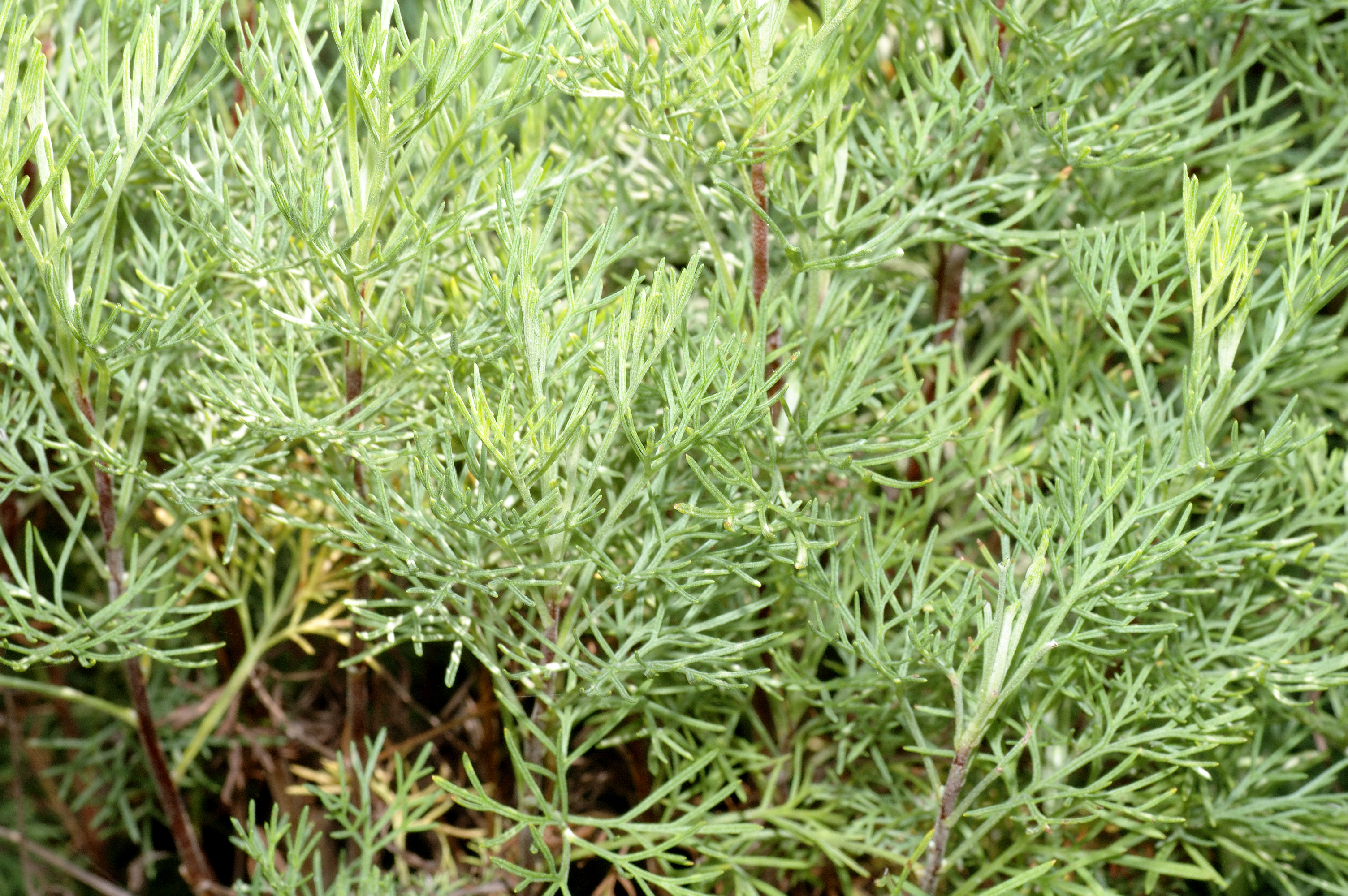
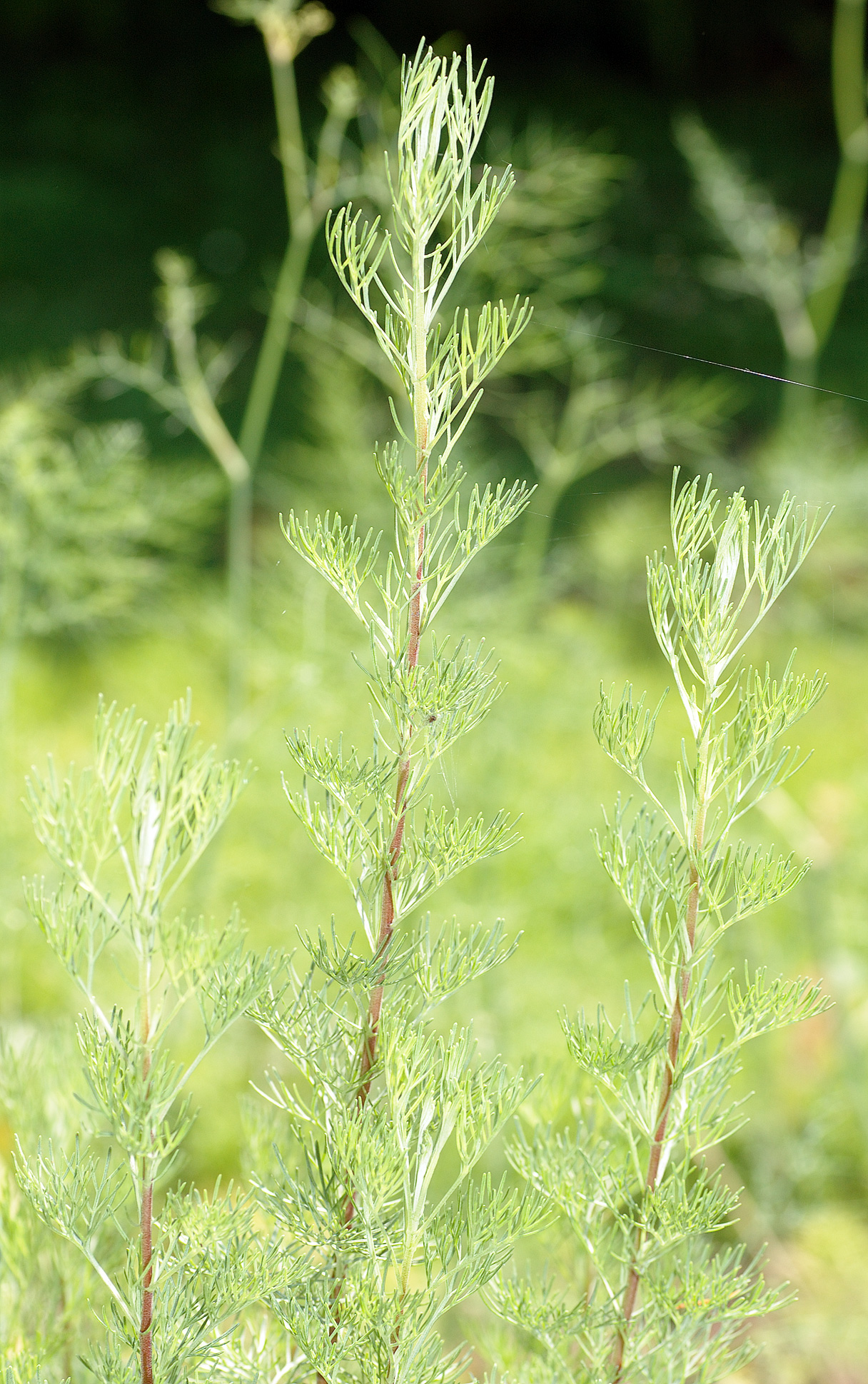

## Bygdemål
| Namn    | Trakt   | Referens |
| ------- | ------- | -------- |
| Ambrett | Halland | [ 5 ]    |